# 亞歷山大·坎寧安

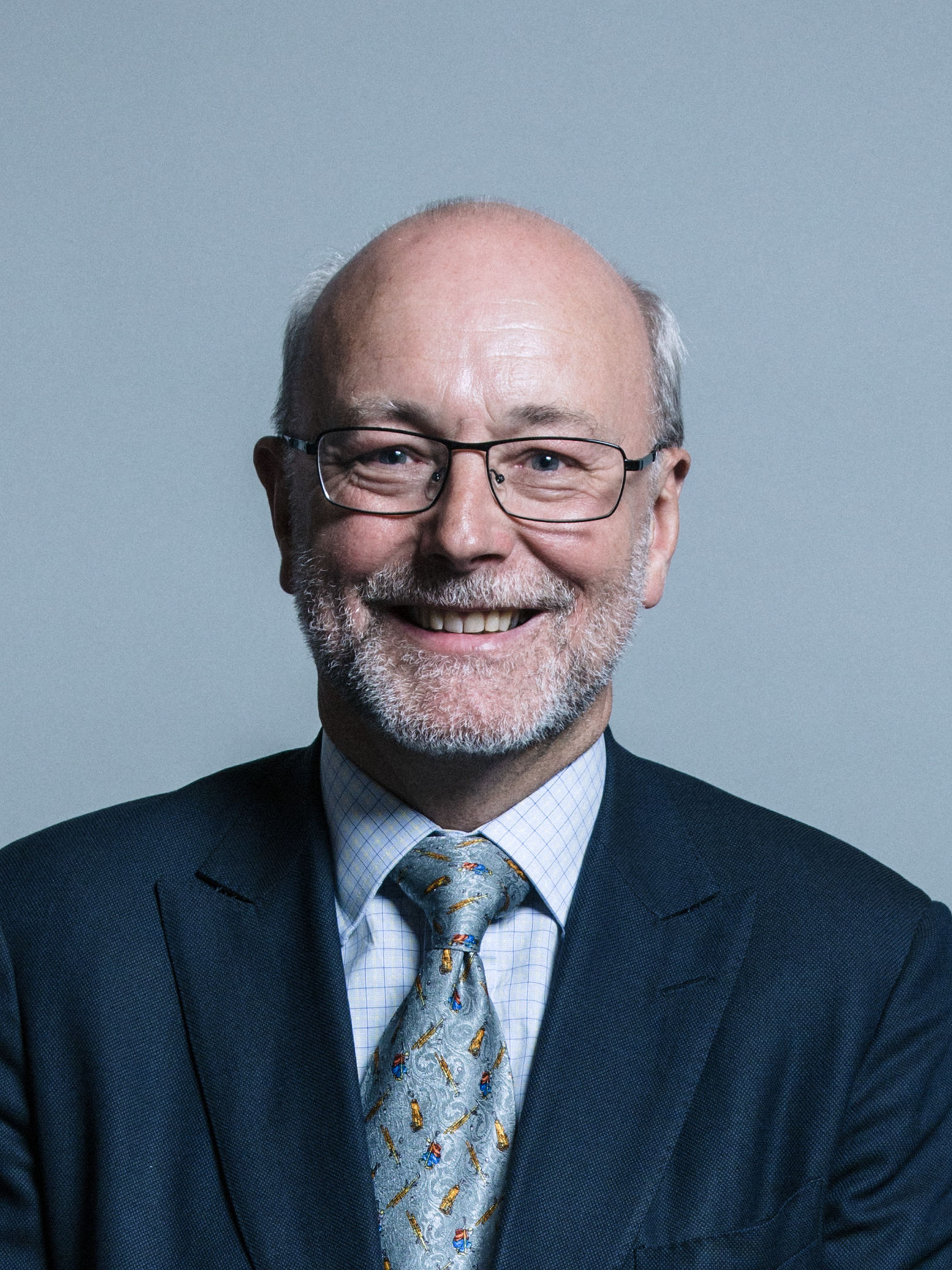

亞歷山大·坎寧安（Alex Cunningham，1955年5月1日— ）是一位英格蘭政治人物，他的黨籍是工黨。自2010年開始，他擔任北斯托克頓選區選出的英國下議院議員。他出生在蘇格蘭。